# Episodi de Il tenente Ballinger (prima stagione)
La prima stagione della serie televisiva Il tenente Ballinger (M Squad) è andata in onda negli Stati Uniti dal 20 settembre 1957 al 13 giugno 1958 sulla NBC.
| nº | Titolo originale            | Prima TV USA      | Titolo italiano | Prima TV Italia |
| -- | --------------------------- | ----------------- | --------------- | --------------- |
| 1  | The Golden Look             | 20 settembre 1957 |                 |                 |
| 2  | The Watchdog                | 27 settembre 1957 |                 |                 |
| 3  | Neighborhood Killer         | 4 ottobre 1957    |                 |                 |
| 4  | Pete Loves Mary             | 11 ottobre 1957   |                 |                 |
| 5  | Face of Evil                | 18 ottobre 1957   |                 |                 |
| 6  | Street of Fear              | 1º novembre 1957  |                 |                 |
| 7  | The Matinee Trade           | 8 novembre 1957   |                 |                 |
| 8  | The Hard Case               | 15 novembre 1957  |                 |                 |
| 9  | Killer in Town              | 22 novembre 1957  |                 |                 |
| 10 | Diamond Hard                | 29 novembre 1957  |                 |                 |
| 11 | The Alibi Witness           | 6 dicembre 1957   |                 |                 |
| 12 | The Specialists             | 13 dicembre 1957  |                 |                 |
| 13 | Family Portrait             | 20 dicembre 1957  |                 |                 |
| 14 | The Palace Guard            | 27 dicembre 1957  |                 |                 |
| 15 | The Slow Trap               | 3 gennaio 1958    |                 |                 |
| 16 | The Cover Up                | 10 gennaio 1958   |                 |                 |
| 17 | Blue Indigo                 | 17 gennaio 1958   |                 |                 |
| 18 | The Long Ride               | 24 gennaio 1958   |                 |                 |
| 19 | The Shakedown               | 31 gennaio 1958   |                 |                 |
| 20 | Dolly's Bar                 | 7 febbraio 1958   |                 |                 |
| 21 | Lover's Lane Killing        | 14 febbraio 1958  |                 |                 |
| 22 | The Frightened Wife         | 21 febbraio 1958  |                 |                 |
| 23 | The Black Mermaid           | 28 febbraio 1958  |                 |                 |
| 24 | The Man in Hiding           | 7 marzo 1958      |                 |                 |
| 25 | The Chicago Bluebeard       | 14 marzo 1958     |                 |                 |
| 26 | Girl Lost                   | 21 marzo 1958     |                 |                 |
| 27 | Hideout                     | 28 marzo 1958     |                 |                 |
| 28 | Shot in the Dark            | 4 aprile 1958     |                 |                 |
| 29 | The Twenty-Six Girl         | 11 aprile 1958    |                 |                 |
| 30 | The Fight                   | 18 aprile 1958    |                 |                 |
| 31 | Guilty Alibi                | 25 aprile 1958    |                 |                 |
| 32 | The Healer                  | 2 maggio 1958     |                 |                 |
| 33 | Day of Terror               | 9 maggio 1958     |                 |                 |
| 34 | The $20 Plates              | 16 maggio 1958    |                 |                 |
| 35 | The Case of the Double Face | 23 maggio 1958    |                 |                 |
| 36 | The System                  | 30 maggio 1958    |                 |                 |
| 37 | The Woman from Paris        | 6 giugno 1958     |                 |                 |
| 38 | Accusation                  | 13 giugno 1958    |                 |                 |

## The Golden Look
- Prima televisiva: 20 settembre 1957

### Trama
- Guest star: Bruce Gordon (Peter Grauman), Henry Brandon (Bert Fallon), Morris Ankrum (Police Inspector Dean), Tyler McVey (Robert Trommer), Peter Brocco (Druggist), Anne Barton (Mrs. Kennedy), Paul Hahn (ufficiale Ed Corcoran), Ken Lynch (Lou Carney), David Hoffman (dottore), John Mitchum (primo ufficiale), Frank Richards (Boris Kozlov)

## The Watchdog
- Prima televisiva: 27 settembre 1957

### Trama
- Guest star: Peggy Webber (Amy Pryor), Gail Kobe (Dottie Jordan), Tony Hilder (Juvenile Housebreaker), Herbert Ellis (detective Bailey), Alexander Campbell (dottor Saul Bertram), Carol Hill (dottor Harris), Sol Gorss (Fred), Harlan Warde (Marty Pryor), Olan Soule (Tailor), William Bryant (reporter), Ray Walker (reporter), Robert Kennedy (TV Announcer)

## Neighborhood Killer
- Prima televisiva: 4 ottobre 1957

### Trama
- Guest star: Grant Richards (Eddie Pagano), Don Kennedy (ufficiale Andy Morolo), Robert Patten (Police Sgt. Randell), Ben Carruthers (David Chevney), Stafford Repp (Georgie Mink), Wally Brown (Milkman), Marshall Bradford (George Sutter), Vicki Raaf (Rita St. Clair), Ralph Moody (Camera Shop Owner), Billy Nelson (detective), Naomi Perry (Landlady)

## Pete Loves Mary
- Prima televisiva: 11 ottobre 1957

### Trama
- Guest star: Bobby Driscoll (Stephen 'Steve' Wikowlski), Mike Connors (madre di Pete Wikowlski), Roberta Haynes (Mary Kearney), DeForest Kelley (Police Sgt. Miller), Paul Birch (tenente della polizia Ruddy), Lisa Golm (Mrs. Wikowlski), Jeffrey Sayre (annunciatore), Bob Whitney (Cop), Robert Bice (detective), Don Rickles (scenes deleted)

## Face of Evil
- Prima televisiva: 18 ottobre 1957

### Trama
- Guest star: Werner Klemperer (Heinrich Ronn), Kevin Hagen (Eddie Ferguson), Maggie Stewart (Carrie Andrews), Morris Ankrum (Police Capt. Dean), Russell Thorson (reverendo Cabot), Joseph Mell (Landlord), Barbara Pepper (Landlady), Barney Phillips (dottor Lester Bowers), Vernon Rich (Hospital Doctor), Madge Blake (Victim), Allen Emerson (Victim's Fiancé), Anthony Lawrence (Victim's Boyfriend)

## Street of Fear
- Prima televisiva: 1º novembre 1957

### Trama
- Guest star: Barbara Turner (Alice Snyder), Lawrence Dobkin (Louie Prince), Pamela Duncan (Christine Edmonson), Morris Ankrum (Police Capt. Dean), Robert McQueeney (Charlie), Fred Draper (detective Lt. Wade), Dick Crockett (First Witness), Joe Ploski (News Vendor), Tom Kingston (Second Witness)

## The Matinee Trade
- Prima televisiva: 8 novembre 1957

### Trama
- Guest star: Barry Atwater (Police Sgt. Bart Wylander), Natalie Norwick (Nancy McAdams Wylander), Robert Burton (Gus Kelso), Nesdon Booth (Johnny Roscoe), William Boyett (detective Sgt. Harris), Evelyn Scott (Lilly Blaney), Anthony Lawrence (scagnozzo Bosack), Alan Reynolds (Cop), Bob Whitney (Cop), Jimmy Cross (guardia), Elizabeth Slifer (Irate Woman Gambler)

## The Hard Case
- Prima televisiva: 15 novembre 1957

### Trama
- Guest star: George Mathews (Chief Guard Bricker), Ray Foster (Harry Slaughter), Howard Negley (Lightnin' Joe Adams), Walter Reed (States Attorney), Mack Williams (Warden), William Murphy (guardia Rousseau), Danny Davenport (prigioniero recognizing Ballinger), Michael Bachus (guardia Jim), Jack Reynolds (prigioniero), Chris Randall (prigioniero), Joseph DeVictoria (prigioniero)

## Killer in Town
- Prima televisiva: 22 novembre 1957

### Trama
- Guest star: Russ Conway (detective Ben Cooper), Lee Farr (Rex Lang), Gail Kobe (Olga Patucek), John Hiestand (Police Driver), Gil Frye (Police Sergeant), Roy Glenn (Counter Man), James Hyland (Plainclothes Officer)

## Diamond Hard
- Prima televisiva: 29 novembre 1957

### Trama
- Guest star: William Phipps (Joe Mazzerin), Holly Bane (Jackie Becker), Angie Dickinson (Hazel McLean), John Halloran (Police Capt. Roberts), DeForest Kelley (Police Sgt. Miller), Than Wyenn (Julius Savano), Phil Arnold (Robbery Witness), Robert Kennedy (Uniform Cop), Jeffrey Sayre (detective)

## The Alibi Witness
- Prima televisiva: 6 dicembre 1957

### Trama
- Guest star: Edward Binns (Wally Gardner), Robert F. Simon (Simmons), Jean Carson (Doris Colby), Linda Watkins (Mrs. Gardner), Will J. White (Police Sgt. Koster), Kathryn Minner (Witness), Robert Bice (Headwaiter)

## The Specialists
- Prima televisiva: 13 dicembre 1957

### Trama
- Guest star: Dave Barry (Richard Lowell), Douglas Evans (Thomas Mennan), Jan Arvan (Carrafee), Kem Dibbs (Louie Ferrante), Edmund Hashim (Nick Arnold), Charles Evans (Police Captain), Peg La Centra (Mrs. Lowell), Clark Howat (Police Lab Officer Halligan), Richard Devon (Police Sgt. Ferguson), Mark Dunhill (Hotel Desk Clerk), Frances Osborne (Hotel Cashier), Gil Perkins (Man in Fight with Nick)

## Family Portrait
- Prima televisiva: 20 dicembre 1957

### Trama
- Guest star: Jacques Aubuchon (Sam Hinder), Christine White (Lucy Hinder), Walter Maslow (Joe Long), Ron Hayes (tenente della polizia Harry Summers), Morris Ankrum (Police Inspector Dean), Hallene Hill (Zia Millie), Raymond Bailey (Hinder's avvocato), Chet Stratton (impiegato), Barbara Knudson (centralinista), Peggy Leon (Hostess), Laurie Carroll (Jan Summers), Sid Melton (Eddie Lee)

## The Palace Guard
- Prima televisiva: 27 dicembre 1957

### Trama
- Guest star: Whit Bissell (Tommy Hatch), Alix Talton (Karen Peters), William Boyett (detective Sgt. Harris), Paul Bryar (Mike), Noreen Arnold (Molly Peters), Charles Tannen (Ollie Purvis), George Byrnes (Harry Lionel), Paul Hahn (ufficiale Sam), John Culwell (Sweeney), Billy Nelson (detective), Charles Perry (Friend with Gun)

## The Slow Trap
- Prima televisiva: 3 gennaio 1958

### Trama
- Guest star: Lyle Talbot (Paul Crowley), Jacqueline Holt (Claire Lucas), Robert Roark (Eddie Lucas), George Milan (Police Sgt. Lovett), Jean Willes (Thelma Goodrich), George E. Stone (Fingers Purdy), Claire Carleton (Switchboard Operator), Michael Masters (Health Club Instructor)

## The Cover Up
- Prima televisiva: 10 gennaio 1958

### Trama
- Guest star: Willard Parker (Malcolm Grove), Dan Tobin (Steve Lanley), Paul Langton (Van Wert), Jeanne Cooper (Julia Gifford), Michael Granger (tenente della polizia Dave Adler), William Bakewell (detective), George Taylor (portiere)

## Blue Indigo
- Prima televisiva: 17 gennaio 1958

### Trama
- Guest star: Bethel Leslie (Doris Holt), Nico Minardos (Henry Edom), Jo Gilbert (Police Sgt. May Davis), Lillian Buyeff (Mrs. Edom), Larry Thor (Police Sgt. Jordan), S. John Launer (Police Captain Timothy Riley), Barney Phillips (dottore), Gavin Gordon (Bongure), James Griffith (James Keniton), Rick Vallin ('Blue Indigo' Requestor at Ballroom)

## The Long Ride
- Prima televisiva: 24 gennaio 1958

### Trama
- Guest star: Joe Maross (Carl Warfield), Nancy Hale (passeggero), Benny Baker (Dutch), Ann Morrison (madre), Tiger Fafara (Tommy), Frank J. Scannell (Plainclothesman in Warfield's Room), William Lally (conducente), Gordon Mills (detective Warren), Frank Sully (ufficiale Ed Grady), Clark Howat (Plainclothesman in Courthouse), David Gorcey (Telegraph Agent), Don Blackman (Porter)

## The Shakedown
- Prima televisiva: 31 gennaio 1958

### Trama
- Guest star: Katharine Bard (Louise Garrison), Dean Harens (Claude Garrison), June Dayton (Evelyn Rankin), Duncan McLeod (Police Sgt. Wendell), H. M. Wynant (Victor Charbonneau), Joe Di Reda (Archie), Ted Hecht (Fred Heaton)

## Dolly's Bar
- Prima televisiva: 7 febbraio 1958

### Trama
- Guest star: Janice Rule (Kathy Bane), Claire Carleton (Dolly Mundy), Fredd Wayne (Eddie Rocco), Russell Thorson (dottor A.K. Loring), Joe Flynn (Hennessy), Michael Bachus (ufficiale Duggan)

## Lover's Lane Killing
- Prima televisiva: 14 febbraio 1958

### Trama
- Guest star: Kent Smith (Howard Meston), Ruta Lee (Connie Meston), John Doucette (Police Sgt. Lou Pulaski), Angela Greene (Mildred Barnes), Leonard Bremen (Mike Brennan), Douglas Rader (Police Fingerprint Man)

## The Frightened Wife
- Prima televisiva: 21 febbraio 1958

### Trama
- Guest star: Marian Seldes (Martha Wicklow), Whitney Blake (Susan Spencer), Esther Dale (Julia Sheldon), Herbert Rudley (Fred—State's Attorney), David Lewis (Jerry Kane), Larry Kerr (avvocato della difesa), Leslie Bradley (giudice), William Fawcett (guardia), Nelson Welch (Butler)

## The Black Mermaid
- Prima televisiva: 28 febbraio 1958

### Trama
- Guest star: Marcia Henderson (Elsa Hammond), Biff Elliot (Whitey Carson), Harry Bartell (Jed Stanner), Arthur Hanson (Jack Walls), Stanley Adams (Ed—Bartender), Eddie Ryder (Pete—2 nd Bartender), Elizabeth Harrower (Walls' Secretary)

## The Man in Hiding
- Prima televisiva: 7 marzo 1958

### Trama
- Guest star: Alan Baxter (Russ Mortell), John Hoyt (dottor Carter), Edwin Reimers (Mr. Edwards), June Vincent (Miss Hilton), Ralph Neff (Joey Walsh), Willard Thompson (Manning)

## The Chicago Bluebeard
- Prima televisiva: 14 marzo 1958

### Trama
- Guest star: Vaughn Taylor (Steven Miller), Bart Burns (David Hollis), Amzie Strickland (Kate Larson), Mary Adams (Mary Larson), Betty Hanna (Jane Ramsell), Mollie Glessing (Miss Haskins), Mildred Law (Mrs. Kinney), Edward Earle (dottore), Courteen Landis (infermiera)

## Girl Lost
- Prima televisiva: 21 marzo 1958

### Trama
- Guest star: Bill Williams (Jerry Langdon), Margaret Field (Laura M. Canby), Myron Healey (Hal Sherman), Vera Marshe (Dottie Sherman), Ross Ford (Interne), Louise Truax (Mrs. Davis), Beryl Machin (English Molly), Earl Hansen (Sid Ruby)

## Hideout
- Prima televisiva: 28 marzo 1958

### Trama
- Guest star: Jack Elam (Luke Morgan), Stacy Graham (Carol Grayson), Dick Miller (Pete Castro), Terry Burnham (Laurie Grayson), DeForest Kelley (detective), William Hudson (Tom Ferris), Paul Comi (Jojo), Ferris Taylor (Arthur Quinn)

## Shot in the Dark
- Prima televisiva: 4 aprile 1958

### Trama
- Guest star: Karin Booth (Helen Endicott), Raymond Greenleaf (Donald Anderson), Clarke Gordon (Bill Wesson), John Beradino (detective D'amico), Bartlett Robinson (Henry Hellstrom), Jeanne Baird (Mary Allison), Ken Lynch (detective Charlie), John Zaremba (impiegato dell'hotel), David McMahon (Garage Owner)

## The Twenty-Six Girl
- Prima televisiva: 11 aprile 1958

### Trama
- Guest star: Diane Brewster (Hazel Lawton), Simon Scott (Ed Traynor), Ellen Parker (Dorothy Anselino), Ward Wood (Police Sgt. Petrie), Betty Edwards (Marsha Traynor)

## The Fight
- Prima televisiva: 18 aprile 1958

### Trama
- Guest star: Charles Bronson (Eddie Loder), Rachel Ames (Greta Loder), Rusty Lane (Mel Harmon), John Harmon (Charlie Andalucia), Leonard Bell (Sam)

## Guilty Alibi
- Prima televisiva: 25 aprile 1958

### Trama
- Guest star: Brook Byron (Lillian Hurd), Ross Elliott (Vincent Hurd), Viola Harris (Eleanor Wheaton), Jeanne Bates (Audrey Cranston), Kay Cousins Johnson (Mrs. Walsh), Orville Sherman (Grant), Elaine Sinclair (Mrs. Timmons' Friend), Meg Wyllie (Mrs. Timmons), Michael McHale (detective Eddie)

## The Healer
- Prima televisiva: 2 maggio 1958

### Trama
- Guest star: Gloria Talbott (Ellen Carter), Robert Carson (Arthur Carter), Sarah Selby (dottor Nedley), Paula Hill (Mrs. Warman), Dayton Lummis (Jonas Warman)

## Day of Terror
- Prima televisiva: 9 maggio 1958

### Trama
- Guest star: Fay Baker (Helen Greville), Tom Pittman (Burt Kennedy), Barbara Benson (Claire Kennedy), Doris Packer (Mrs. Warren), Jess Kirkpatrick (Mr. Phillips), Alice Backes (Maid)

## The $20 Plates
- Prima televisiva: 16 maggio 1958

### Trama
- Guest star: Lynette Bernay (Mrs. Eastman), Logan Field (George Eastman), Joel Smith (Special Agent McAdams), Sara Taft (Alice Thompson), Charles Seel (Clint Thompson), Theodore Newton (Tom Booth), Arthur Kendall (Vic Wilson), Joseph J. Greene (droghiere), Jeanne Dante (infermiera)

## The Case of the Double Face
- Prima televisiva: 23 maggio 1958

### Trama
- Guest star: Jim Davis (Harry Evans / Mickey Seville), Kristine Miller (Mrs. Jane Evans), Anthony Eustrel (Kazner), William Flaherty (Police Sgt. Tim Daley), Douglas Bank (Lew Matthews), Ralph Sanford (Norman Peters), Margaret Irving (Landlady), Glenn Dixon (Rev. Gaskin)

## The System
- Prima televisiva: 30 maggio 1958

### Trama
- Guest star: Tol Avery (Eddie Constantine), Rose Marie (Margo), Ted de Corsia (Carl Harrison), Howard Wendell (Barrett), Gregg Martell (Mike), Dehl Berti (Statsi, Henchman), Ann Doran (Mrs. Rainey), Paul Maxey (Cushman), Joe McGuinn (detective Gillespie), Frank J. Scannell (Crap Game Stick Man), Bess Flowers (Gambler)

## The Woman from Paris
- Prima televisiva: 6 giugno 1958

### Trama
- Guest star: Paula Raymond (Simone Brayden), Philip Ober (George Brayden), Jennifer Lea (Liz Brayden), Gine De Bard (Pauline Sorel), Russ Bender (tenente della polizia Dan Casey), Paul Maxwell (Andy Markham), Dan West (Charlie, Fingerprint Man)

## Accusation
- Prima televisiva: 13 giugno 1958

### Trama
- Guest star: Fay Spain (Ruth Reardon), Ken Clark (Paul Lawson), Larry J. Blake (Jerry Range), Dan Riss (Police Sgt. Parker), George Eldredge (dottor Robert Eldredge), Cindy Ames (Bertha)